# Maserati 4CL
Maserati 4CL bylo jednosedadlové závodní auto, navržené konstruktérem Ernestem Maseratim. Model Maserati 4CL byl vyráběn v Itálii v letech 1939-1947, poté přerostl ve velmi podobný vůz Maserati 4CLT.
Podnět ke konstrukci vozu Maserati 4CL dal Ernesto Maserati a sám se ujal projektu. V roce 1937 byl připravený první vůz, který měl být konkurentem Alfy Romeo. Maserati 4CL dostal nový čtyřválcový motor se čtyřmi ventily na válec, který měl požadovaný výkon a potřebnou pružnost. Rám vozu vycházel z modelu Maserati 6CM, který byl velmi vydařený a nepotřeboval téměř žádnou změnu. Po válce začal Ernesto experimentovat s různými typy rámu až došel k verzi, kterou používal u modelu Maserati 4CLT/48.
Závodní kariéru tento vůz zahájil v roce 1939 na Grand Prix Tripolis, kde sice Luigie Villoresi získal pole positions, ale v průběhu závodu musely vozy Maserati odstoupit pro poruchy motoru. První vítězství tak získal až o dva závody později Johnnie Wakefield , když zvítězil v Grand Prix Neapol. Poté vypukla druhá světová válka, která ukončila mezinárodní závody a tak tento model závodil pouze v domácí konkurenci. K pokračování mezinárodních závodů došlo až v roce 1946. V letech 1946 a 1947 mělo Maserati 4 CL velmi úspěšné sezóny.

## Technická data
- Motor: Maserati
  - Řadový
  - 4 válců OHV
  - Objem: 1490,8 cc
  - Výkon: 220 kW
  - Otáčky: 8 000 min
- Rychlost: 250 km/h
- Palivo: Shell
- Hmotnost: 630 kg
- Pneumatiky: Pirelli

## Piloti
- Juan Manuel Fangio - 1948 - Scuderia A.C.A.
- Tony Branca - bez bodů
- Peter Fotheringham Parker - bez bodů
- Joe Fry - bez bodů
- Brian Shawe-Taylor - bez bodů

## Statistika
- 4 Grand Prix
- 0 vítězství
- 0 pole positions
- 0 nejrychlejších kol
- 0 bodů
- 0 x podium
- 0 x 1. řada